# VoxUkraine
VoxUkraine — аналітична платформа, заснована у 2014 році групою економістів та юристів, які працюють в Україні і за кордоном. Біля витоків ініціативи стоять випускники Київської школи економіки. Основною метою VoxUkraine, за їх словами, є діяльність, що спрямована на розвиток економічної дискусії та надання якісної аналітики економічних та інших найважливіших процесів в Україні.

## Історія та місія
«У 2014 році економісти світового рівня хотіли допомогти Україні. Однак швидко з'ясувалося, що експертиза навіть нобелівських лауреатів нікому не потрібна — ні Кабміну, ні Верховній Раді. Тоді ми вирішили піти значно довшим, але більш фундаментальним шляхом: підвищувати рівень освіти та економічної дискусії в Україні. Саме так у вересні 2014-го з'явився блог для економістів — VoxUkraine.org», — розповідає співзасновник VoxUkraine, професор Пітсбурзького університету Тимофій Милованов.
Місія VoxUkraine — підвищення рівня економічної дискусії в Україні, яка сприятиме поліпшенню якості економічних рішень у країні й позитивно позначиться на добробуті мільйонів українців. Це досягається за допомогою якісної економічної дискусії, аналізу економічної політики, незалежної оцінки економічних реформ, інтеграції України в глобальну мережу економістів і політичних лідерів.

## Команда
VoxUkraine працює за принципом відкритого блогу — будь-хто може написати статтю економічного характеру. Якщо вона пройде процес рев'ю (два незалежних редактори перевірять якість матеріалу), то буде опублікована.

### Редакція[1]
- Борис Давиденко, Головний редактор, CEO
- Наталя Шаповал, Керуючий редактор, член Редколегії
- Володимир Кадигроб, Радник зі стратегічних комунікацій
- Роман Басалига, Операційний директор
- Дмитро Остапчук, Редактор DataVox
- Юля Мінчева, Комунікаційний менеджер
- Ганна Карплюк, Фінансовий директор
- Олена Шкарпова, Редактор VoxCheck
- Тетяна Тищук, Редактор проєкту iMoRe
- Олександр Надельнюк, Молодший аналітик
- Олексій Крименюк, Молодший аналітик
- Максим Скубенко, Аналітик VoxCheck
- Анастасія Чернуха, адміністратор сайту
- Кирило Єсін, менеджер VoxConnector
- Галина Калачова, редактор VoxConnector

### Редакційна колегія VoxUkraine[1]
- Олена Білан, Dragon Capital
- Володимир Білоткач, Newcastle U
- Том Купе, KSE
- Юрій Городніченко, UC Berkeley
- Вероніка Мовчан, IER
- Тимофій Милованов, U. of Pittsburgh
- Денис Нізалов, KSE
- Олена Нізалова, University of Kent
- Наталя Шаповал, KSE
- Алекс Нікольсько-Ржевський, Lehigh University
- Ілона Сологуб, KSE
- Олександр Талавера, Університет Свонсі
- Олександр Жолудь, НБУ
- Олег Нів'євський, IER
- Олександра Бетлій, IER

### Гостьові редактори[1]
- Ростислав Аверчук, випускник бакалаврської програми «Філософія, політика, економіка» (Оксфордський університет)
- Марія Репко, Центр економічної стратегії

### Редакційна колегія VoxUkraine Law[1]
- Зоя Милованова, Випускниця Юридичної школи Північно-західного університету
- Катерина Дронова, Берклі, Каліфорнія, США

### Консультаційна рада[1]
- Ерік Берглоф[en], Лондонська Школа Економіки
- Кейт Дарден [Архівовано 24 липня 2015 у Wayback Machine.], Американський Університет
- Андрій Кириленко [Архівовано 16 лютого 2018 у Wayback Machine.], MIT Sloan School of Management
- Іван Міклош, колишній Міністр фінансів Словаччини
- Роджер Маєрсон, Лауреат Нобелівської премії з економіки 2007
- Жерар Роланд [Архівовано 19 червня 2015 у Wayback Machine.], Університет Каліфорнії, Берклі
- Ян Свейнар [Архівовано 24 червня 2015 у Wayback Machine.], Колумбійський університет
- Гвідо Табелліні[en], Університет Бокконі, Італія
- Лукан Вей, Університет Торонто

## Проєкти

### VoxCheck
VoxCheck [Архівовано 8 лютого 2018 у Wayback Machine.] — це факт-чек проєкт VoxUkraine, започаткований в січні 2016 року. Протягом цього періоду він опублікував 81 фактчек-статтю, перевірив більше 1000 цитат від 70 українських політиків, організував конференцію з фактчеку «Сила слова. Відповідальність медіа та виклики-2017» та реалізував щотижневий моніторинг топ-політиків України — проєкт VoxCheck Impact-17.
Над проєктом VoxCheck працюють 5 аналітиків, 20 волонтерів та 7 членів редакційної колегії, які є фаховими економістами та працюють в аналітичних центрах.
Проєкт концентрується на перевірці високопосадовців та опозиційних політиків. Серед найчастіше згадуваних проєктом політиків — Петро Порошенко, Юлія Тимошенко, Володимир Гройсман, Арсеній Яценюк, Олександр Вілкул, Вадим Рабінович та інші.
Перевірки відбуваються за принципом рецензування. Спочатку аналітики та волонтери моніторять всі виступи, заяви та дописи політиків і вибирають з них висловлювання, які можна перевірити. Потім вони, користуючись відкритими джерелами, аналізують їх та пишуть перевірку. Члени редакційної колегії вичитують перевірки та залишають свої зауваження, після чого аналітики враховують ці зауваження та пишуть остаточну перевірку.
У грудні 2017 року VoxUkraine разом з журналом «Новое время» випустили хіт-парад політичних брехунів. Фактчекери проаналізували цитати топ-20 українських політиків та склали рейтинг тих, хто найчастіше каже неправду. Лідерами з неправдивості виявились Юлія Тимошенко, Вадим Рабінович та Юрій Бойко.
На початку березня 2019 року проєкт з перевірки висловлювань українських політиків трансформування у базу даних заяв заяв українських політиків «Антологія брехні», який на цей час налічував 1952 твердження українських політиків та перевірки до них. 
За твердженням народного депутата України Олександра Дубінського проєкт VoxCheck фінансується український олігархом Віктором Пінчуком. А самі їх дослідження не є об'єктивними через те, що ними "досліджуються заяви політиків, відібрані в ручному режимі, тобто, можна маніпулювати як хочеш".

### Індекс Моніторингу Реформ (ІМоРе)
Індекс моніторингу реформ (іМоРе) [Архівовано 31 травня 2015 у Wayback Machine.] призначений надавати комплексну оцінку зусиллям влади– Уряду, Президента, НБУ тощо — по впровадженню реформ. Головною метою Індексу є надання професійної інфорації для суспільства щодо швидкості та напряму процесу реформ в країні. Недостатня інформованість суспільства пов'язана з тим, що кожна державна інституція виконує свою частину роботи в межах певного вузького напрямку, а ЗМІ найчастіше приділяють увагу лише найбільш резонансним темам, як-то прийняття люстраційного чи антикорупційного законів. Крім того, неспеціалістам часто важко оцінити, наскільки позитивними були ті чи інші нормативні зміни.
Індекс складається із п'яти компонентів, що відображають прогрес за такими п'ятьма напрямками реформ:
1. Державне управління та боротьба з корупцією;
2. Державні фінанси;
3. Монетарна політика та фінансові ринки;
4. Ринкова політика та зовнішня торгівля;
5. Енергетична незалежність.

### Індекс Підтримки Реформ (ККД Депутата)
VoxUkraine розробив Індекс підтримки реформ (ІПР) — об'єктивний і зручний інструмент для оцінки, як депутати підтримували реформаторські закони. ІПР показує, наскільки максимально можливий внесок зробив обранець у прийняття 230 прогресивних та 8 анти-реформаторських законів, які використовувалися в індексі iMoRe. 

### VoxConnector
VoxConnector — проєкт з синдакації контенту для локальних медіа. Проєкт стартував у січні 2017-го. Його мета — забезпечити локальні медіа ексклюзивним контентом про причини й очікуваний вплив реформаторських новацій, а також надати доступ регіональним ЗМІ до найкращих і неупереджених київських експертів.

### VoxEducation
Одна з ключових цілей VoxUkraine — підвищення рівня економічних знань. З цієї метою VoxUkraine регулярно проводить освітні семінари та лекції. В жовтні 2017 року разом з студією онлайн-освіти EdEra та Київською школою економіки запустили перший онлайн-курс з економіки для журналістів «Як писати про економіку без помилок». [Архівовано 1 грудня 2017 у Wayback Machine.]

### Спецпроєкти
VoxUkraine запустив щотижневу розсилку свіжих статей з порталу для тих, за бажанням є можливість отримувати на електронну скриньку актуальні матеріали та цитату тижня від членів Редколегії, провідних економістів чи політиків. Підписатися на The VoxUkraine NewsLetter [Архівовано 10 червня 2016 у Wayback Machine.].

## Критика

### Впровадження мовної шизофренії на fb-сторінці видання
Починаючи з появи журналу, він мав 3 мовні версії сайту та офіційних facebook-сторінок видання: російську, українську та англійську. Залишивши англійську facbook-сторінку видання незайманою, У жовтні 2016 видання вирішило об'єднати російську та українську сторінки видання у Фейсбуці, змінивши «VoxUkraine. Українська Версія» на «VoxUkraine. Українська та Російська версії». Така політика пропагування мовної шизофренії викликала негативну реакцію україномовних читачів видання.

### Звинувачення у лояльності до влади
Проєкт VoxCheck критикують за неадекватну методику перевірки та лояльність до влади. Зокрема, рейтинг популістів і брехунів в українській політиці розкритикували політологи Юрій Романенко та Кость Бондаренко, вказуючи на підігравання владі та маніпулятивність такого роду досліджень.